# Flight 19

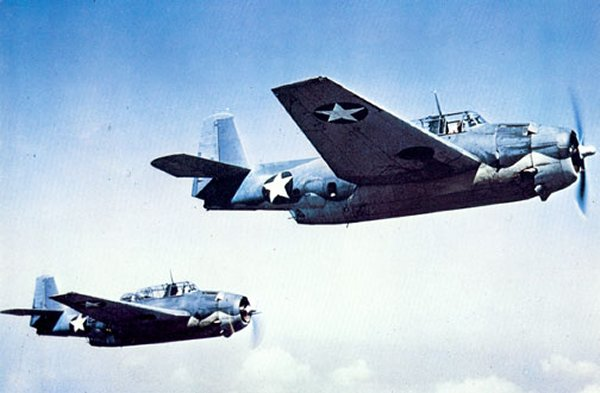
Flugzeuge des Musters Avenger ähnlich denen von Flight 19 (etwa 1942)

Flight 19 war die Bezeichnung für eine aus fünf Torpedobombern vom Typ TBF Avenger der US Navy bestehende Trainingseinheit, die am 5. Dezember 1945 vor der Ostküste Floridas verschwand.
Der Flugunfall erlangte bleibende Bedeutung dadurch, dass es unter Anhängern der Theorie des Bermudadreiecks als am besten dokumentierter Vorfall in der Geschichte des Dreiecks gilt.

## Die Besatzungen
| Die Besatzungen von Flight 19 | Die Besatzungen von Flight 19                         | Die Besatzungen von Flight 19                                                                                      | Die Besatzungen von Flight 19 |
| Flugzeug Kennzeichen* | Pilot                                                 | Crew | Seriennummer                  |
| --- | ----------------------------------------------------- | --- | ----------------------------- |
| FT-28 | Charles C. Taylor, Lieutenant, US Navy Reserve (USNR) | Robert Francis Harmon, Aviation Ordnanceman 3rd Class, USNR** Walter R. Parpart, Aviation Radioman 3rd Class, USNR | 23307                         |
| FT-36 | Edward J. Powers, Captain, USMC H.Q.                  | Howell O. Thompson, Staff Sergeant, US Marine Corps Reserve (USMCR) George R. Paonessa, Sergeant, USMC             | 46094                         |
| FT-3 | Joseph T. Bossi, Ensign, USNR                         | Herman A. Thelander, Sergeant First Class, USNR Burt E. Baluk, Jr., Sergeant 1st Class, USNR                       | 45714                         |
| FT-117 | George W. Stivers, Captain, USMC                      | Robert P. Gruebel, Private, USMCR Robert F. Gallivan, Sergeant, USMC                                               | 73209                         |
| FT-81*** | Robert J. Gerber, 2nd Lieutenant, USMCR               | William E. Lightfoot, Private 1st Class, USMCR                                                                     | 46325                         |
| * Das Kennzeichen „FT“ setzt sich zusammen aus dem Buchstaben „F“ für die NAS Fort Lauderdale und einem fortlaufenden Buchstaben (hier „T“) für die Ausbildungseinheit. ** Harmon war nicht Teilnehmer des Lehrgangs, sondern gehörte zur Besatzung des Stützpunktes. *** Diese Maschine hatte ein Besatzungsmitglied weniger. Marine Corporal Kosnar hatte eine Sondergenehmigung, an diesem Tag nicht fliegen zu müssen. |                                                       | |                               |

Flight 19 führte den Einsatz im Rahmen des auf dem Marinestützpunkt Fort Lauderdale stattfindenden Advanced Combat Aircrew Training (dt. etwa Fortgeschrittenentraining für Kampfflugzeugpersonal) für Torpedobomber durch.
Die Gruppe bestand aus dem Ausbilder, Lieutenant Charles C. Taylor, vier Marinepiloten, die an dem Kurs teilnahmen, sowie neun Besatzungsmitgliedern, von denen acht ebenfalls Kursteilnehmer waren. Die vier Trainingspiloten hatten alle lediglich etwa 300 Flugstunden aufzuweisen, davon nur ungefähr 60 in der Avenger. Für Flight 19 war dies der letzte von drei Übungsflügen in dieser Region.
Taylor dagegen war ein erfahrener Pilot mit 2509 Flugstunden (größtenteils in der Avenger). Allerdings war er erst am 21. November 1945 vom Marinestützpunkt Miami nach Ft. Lauderdale verlegt worden und flog diese Trainingsroute zum ersten Mal. Entgegen manchen Darstellungen hatte Taylor zwar Kampfeinsätze geflogen, war jedoch kein überaus kampferfahrener Pilot.

## Die Übung

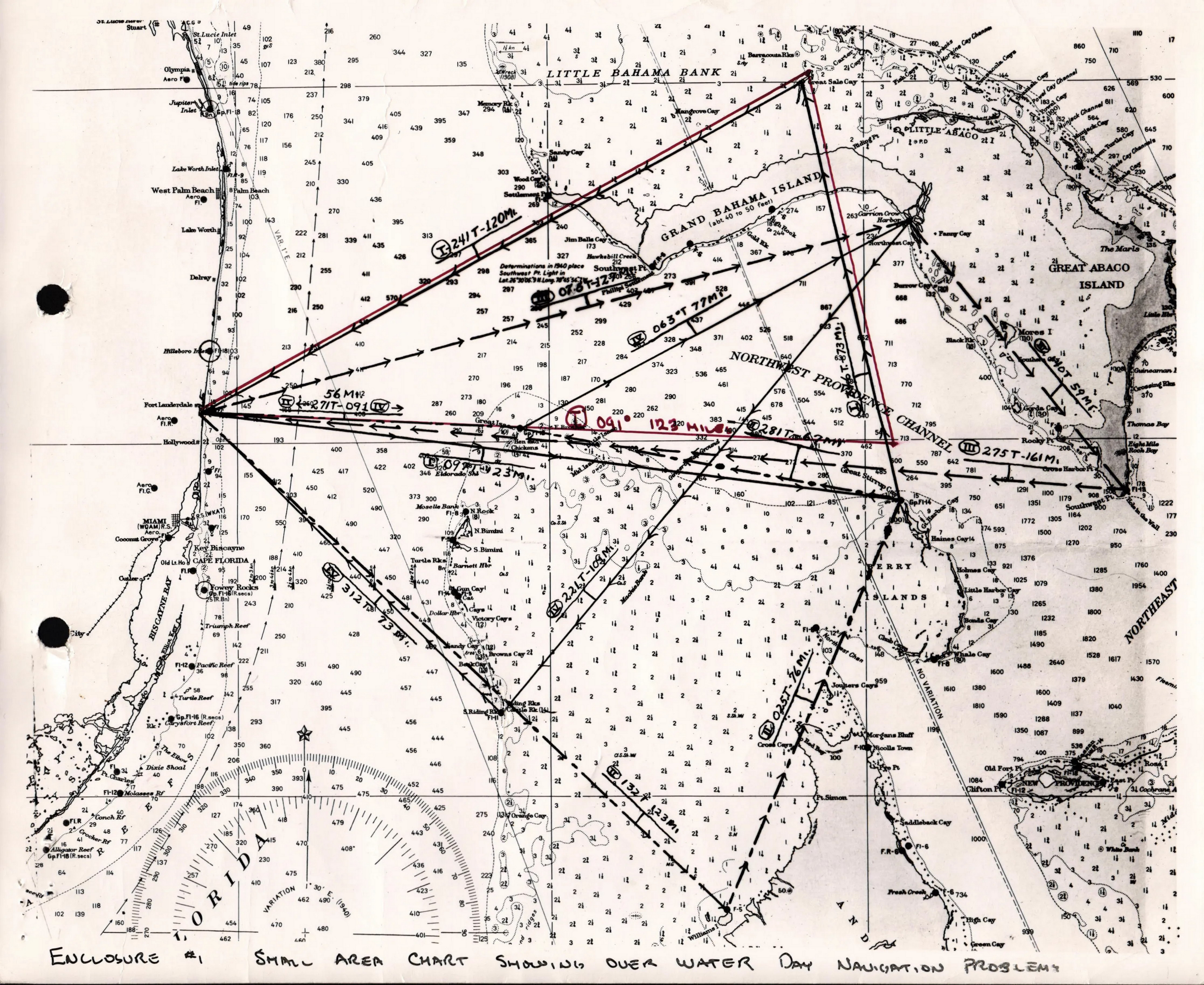
Bermudadreieck, Flight 19 Karte des Navigationsproblems # 1, 1945

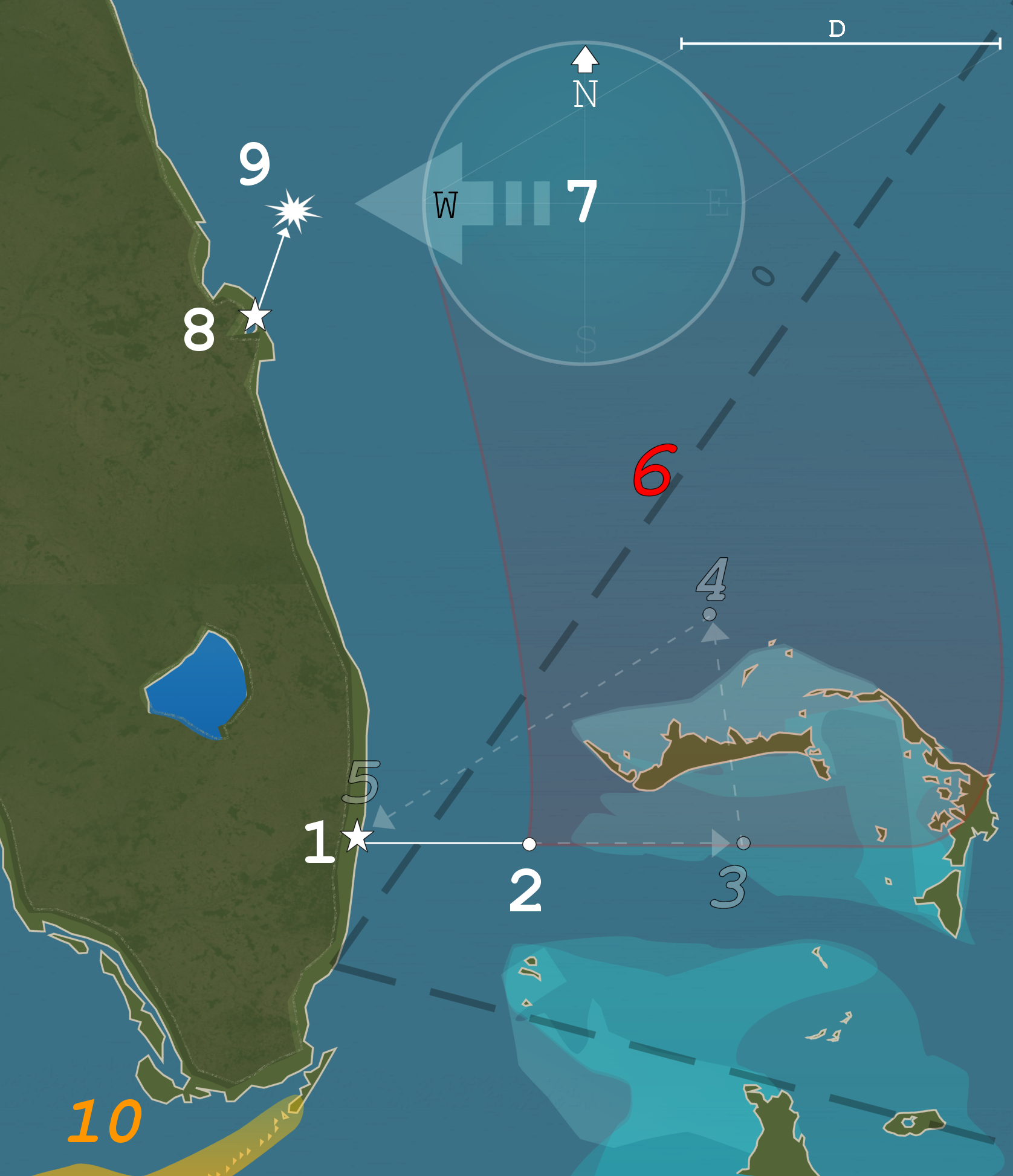
1. Abflug 14:10. 2. Bombenabwurf bei den Hens and Chicken Shoals. 3. Erster Wendepunkt. 4. Zweiter Wendepunkt. 5. Landung. 6. Vermutliche Position zwischen 15:00–17:50. 7. Per Funkpeilung bestimmte Position um 17:50, Kurs 270 befohlen. 8. Start von BuNo 59225 von Banana River um 19:27. 9. BuNo 59225 explodiert um 19:50. 10. Die Florida Keys, über denen sich Taylor zu befinden glaubte.

Die für Flight 19 angesetzte Trainingsmission, „Navigation Problem No. 1“ genannt, bestand aus einem Übungsflug zur Navigation über dem offenen Meer zusammen mit einer Bombenzielübung über den Hens and Chicken Shoals. Insgesamt beschrieb die Route des genannten Übungskurses ein großes Dreieck.
Im Einzelnen lautete der Flugplan:
1. Start von Ft. Lauderdale. Kurs 091 Grad für 56 Meilen bis zu den Hens and Chicken Shoals.
2. Bombenabwürfe aus niedriger Höhe, danach Weiterflug auf Kurs 091 für weitere 67 Meilen.
3. Kurs 346 für 73 Meilen.
4. Kurs 241 für 120 Meilen. Landung in Ft. Lauderdale.

Alle fünf Avenger waren vollgetankt worden und hatten damit (je nach Geschwindigkeit und Windverhältnissen) eine Verweildauer in der Luft von fünf bis fünfeinhalb Stunden. Die Tests im Rahmen der Preflight-Checks hatten ebenfalls alle Maschinen bestanden. Die Bodenmannschaften hatten jedoch festgestellt, dass in keiner Maschine mehr eine Borduhr vorhanden war (Borduhren wurden als beliebtes Souvenir oft ausgebaut). Da jedoch davon ausgegangen wurde, dass jede Crew über eine Armbanduhr verfügte, wurde das nicht weiter beachtet.
Die Wetterbedingungen über dem Trainingsgebiet wurden als „günstig“ betrachtet. Das wurde von einem weiteren, eine Stunde vor dem von Flight 19 durchgeführten Trainingsflug bestätigt, der „Wetterbedingungen günstig, mäßige bis grobe See“ meldete.
Als Startzeit war 13:45 Uhr angesetzt worden. Taylor erschien jedoch erst um 13:15 Uhr zur Einweisung und bat den Offizier vom Dienst, ihn durch einen anderen Ausbilder vertreten zu lassen. Da er jedoch keine stichhaltige Begründung angab und kein Ersatz vorhanden war, wurde sein Ersuchen abgelehnt. Eine genaue Uhrzeit des Verschwindens gibt es nicht.

## Der Flug
Um 14:10 Uhr schließlich startete Flight 19. Plangemäß hatte einer der Lehrgangsteilnehmer die Führung, Taylor (Kennzeichen FT-28) flog als Ausbilder an letzter Stelle, um nur im Falle eines Fehlers die Führung zu übernehmen.
Ein gegen 15:00 Uhr in Ft. Lauderdale aufgefangener Funkdialog, in dem ein Pilot um die Genehmigung bat, seine letzte Bombe abwerfen zu dürfen, legt nahe, dass die Abwurfübung erfolgreich durchgeführt wurde und sich die Gruppe auf den Weg zum ersten Wendepunkt machte.
Um etwa 16:00 Uhr befand sich Lieutenant Robert F. Fox, der höchstrangige Flugausbilder in Ft. Lauderdale mit seinem eigenen Flugzeug (Kennzeichen FT-74) im Anflug auf den Stützpunkt, als er auf Frequenz 4805 einen Funkdialog mithörte, in dem eine Stimme jemanden namens Powers (Captain Edward Powers, den Piloten von FT-36) mehrmals nach den Kompasswerten fragte. Schließlich war die Antwort zu hören: „Ich weiß nicht, wo wir sind. Wir müssen uns bei der letzten Wende verirrt haben.“ Auf Fox’ Nachfrage identifizierte sich die Stimme als FT-28 (Kennzeichen Taylors) und meldete, man könne Ft. Lauderdale nicht finden. Taylor gab an, Inseln sehen zu können; er sei sich sicher, über den Florida Keys zu sein, aber nicht, wo genau (vgl. Karte Nr. 10). Er sei bei der letzten Wende der Auffassung gewesen, dass seine Schüler den falschen Kurs genommen hätten. Deshalb habe er die Führung übernommen, um den Flug wieder auf den richtigen Kurs zu bringen. Er sei jedoch mittlerweile sicher, dass beide Kompasse seiner Maschine defekt seien. Daraufhin wies Fox Flight 19 an, mit „der Sonne über dem Backbordflügel“ Richtung Norden zu fliegen, um die Küste Floridas zu erreichen. Zusätzlich wies er FT-28 (Taylor) an, den Notfall-IFF-Transmitter einzuschalten. Fox selbst verständigte um 16:11 Uhr den Stützpunkt und ging auf Südkurs, um FT-28 und seiner Gruppe entgegenzufliegen. Die Funkverbindung mit Flight 19 wurde jedoch immer schlechter und brach schließlich endgültig ab, als Fox sich auf einer Position ca. 40 Meilen südlich von Ft. Lauderdale befand. Fox flog wohlbehalten nach Ft. Lauderdale zurück.
Ab 16:26 Uhr begannen mehrere Luft- und Seenotrettungsstationen entlang der Küste mit dem Versuch, FT-28 durch Radar- oder Funkpeilung zu erfassen. Schwierigkeiten bereitete hierbei jedoch unter anderem eine Überlagerung der Kanäle durch kubanische Sendestationen.
Der leitende Flugoffizier in Ft. Lauderdale war mittlerweile zu der Überzeugung gekommen, dass Flight 19 niemals in der Zeit bis 16:00 Uhr den ersten Wendepunkt erreicht und dann bis zu den Florida Keys gelangt sein konnte. Demnach mussten die Inseln, die Taylor erwähnt hatte, die Bahamas gewesen sein. Die fünf Flugzeuge flogen also parallel zur Küste Floridas nach Norden (vgl. Karte Nr. 6). Entsprechend dieser Folgerung erging um 16:30 Uhr die Aufforderung an Flight 19, „auf Kurs 270 zu gehen und direkt Richtung Sonne zu fliegen“. FT-28 kam der Aufforderung offenbar zunächst nach, um 16:45 jedoch wurde folgende Anweisung aufgefangen: „Wir gehen für 45 Minuten auf Kurs 030, dann fliegen wir nordwärts, um sicherzugehen, dass wir nicht über dem Golf von Mexiko sind.“ Um 17:03 Uhr ließ er sogar wieder für zehn Minuten Kurs 090 steuern. Offenbar war Taylor noch immer in Zweifel, ob er sich nicht doch westlich von Florida über dem Golf befand. Etwa zur selben Zeit wurden auch Funksprüche von zwei weiteren Piloten aufgefangen, in denen sie von Taylor verlangten, endlich nach Westen zu fliegen. Um 17:16 Uhr schließlich gab FT-28 die Anweisung, Kurs 270 zu fliegen, „bis wir die Küste erreichen oder uns der Treibstoff ausgeht.“
In Ft. Lauderdale war auf Anregung von Fox seit 17:00 Uhr überlegt worden, die Bereitschaftsmaschine starten und Richtung Nordosten fliegen zu lassen; ein sich verstärkendes Funksignal hätte Hinweise auf die Position des Fluges gegeben. Wegen des sich schnell verschlechternden Wetters, der Ankündigung Taylors, nach Westen zu fliegen, und um die Funkpeilung nicht zu erschweren, wurde der Plan um 17:36 Uhr letztlich fallen gelassen.
Um 17:50 Uhr war es den verschiedenen Funkpeilstationen endlich gelungen, die Position von Flight 19 innerhalb eines Radius von 100 Meilen um 29°N 79°W zu triangulieren (vgl. Karte Nr. 7). Die Einrichtungen an der Küste wurden angewiesen, Beleuchtung und Scheinwerfer einzuschalten. Allerdings wurde versäumt, die Positionsfeststellung nochmals ausdrücklich an Flight 19 zu übermitteln.
Diese Position liegt mehr als 160 Kilometer nördlich der Grenzen des Bermudadreiecks, also sehr weit außerhalb davon.
Um 18:20 Uhr startete ein Flugboot der US Coast Guard vom Typ PBY Catalina vom Flugplatz Dinner Key, konnte jedoch aufgrund eines Problems mit der Sendeanlage keinen Kontakt mit Flight 19 aufnehmen. Einige aufgefangene Funksprüche deuteten jedoch darauf hin, dass der Treibstoff der Avengers allmählich zur Neige ging: „Wir müssen notwassern, wenn wir die Küste nicht erreichen … Wenn das erste Flugzeug unter zehn Gallonen (ca. 40 l) fällt, gehen wir alle zusammen runter.“
Zur selben Zeit meldete die SS Empire Viscount, ein Tanker unter britischer Flagge, der nördlich der Bahamas unterwegs war, schweren Seegang und hohe Windgeschwindigkeiten für das Seegebiet, in dem die fünf Maschinen wahrscheinlich notwassern mussten.

## Die Such- und Rettungsaktion
Zusätzlich zu der um 18:20 Uhr gestarteten Catalina starteten eine Stunde später zwei Flugboote vom Typ Martin PBM Mariner der US-Marine vom Stützpunkt Banana River. Eine der beiden Maschinen, BuNo. 59225, startete um 19:27 Uhr mit einer dreizehnköpfigen Besatzung. Um 19:30 Uhr erfolgte ein Routinefunkspruch, danach riss der Kontakt ab (vgl. Karte Nr. 8).
Um 19:50 Uhr meldete der Tanker SS Gaines Mills „ein Aufflammen, offensichtlich eine Explosion, bis zu 100 Fuß (30 Meter) springende Flammen, die ungefähr zehn Minuten brannten. Position 28.59° N 80.25° W.“ Etwas später meldete der Kapitän, dass man durch eine große Öllache auf dem Wasser fahre, aber keine Überlebenden gefunden habe. Der Geleitflugzeugträger USS Solomons, der sich ebenfalls an der Suche beteiligte, berichtete später, man habe Radarkontakt mit den von Banana River startenden Flugzeugen gehabt. Eines sei exakt zu der Zeit und an dem Ort der Meldung der SS Gaines Mills vom Radarschirm verschwunden (vgl. Karte Nr. 9) (siehe auch Verschwinden der Martin PBM-5 59225 der US Navy).
Die Absturzstelle befindet sich allerdings mehr als 200 Kilometer nordnordwestlich der Grenzen des Bermudadreiecks, also sehr weit außerhalb.
Die Suchoperationen durch Flugzeuge und Schiffe wurden bis zum 10. Dezember 1945 fortgesetzt. Außer Ölspuren im Bereich der gemeldeten Explosion wurden wegen der rauen See weder von Flight 19 noch von BuNo. 59225 irgendwelche Wrackteile gefunden.

## Sonstiges
- Die (für den Film frei erfundene) Entdeckung der intakten und funktionstüchtigen Maschinen des Fluges auf einem Schrottplatz in Mexiko bildet den Einstieg zum Science-Fiction-Film Unheimliche Begegnung der dritten Art.
- Für Aufregung sorgte 1991 die Meldung, ein Flugzeugwrack aus der Nähe von Fort Lauderdale sei als eines der Flugzeuge von Flight 19 identifiziert worden, doch dies stellte sich schnell als Irrtum heraus.
- Im Film Bermuda Dreieck – Tor zu einer anderen Zeit kommt es im Verlaufe des Filmes fast zu einem Zusammenstoß mit den Flugzeugen von Flight 19 und einer Boeing 747.

## Medien
- Allan W. Eckert: The Mystery of the Lost Patrol: Five planes disappeared without trace on a peacetime flight, The American Legion Magazine, Volume 72, No. 4, 1962
- Dokumentation von Will Aslett: Tauchfahrt in die Vergangenheit – Das Bermuda-Dreieck – Todesfalle im Atlantik. PHOENIX, ZDF 2004